# Shuan Fatah
Shuan Fatah (* 1968 in Berlin) ist ein deutscher American-Football-Trainer und ehemaliger -Spieler.

## Laufbahn
Als Spieler gewann Fatah mit den Berlin Adlern 1987, 1989 und 1990 die deutsche Meisterschaft. Ab 1991 war er auf Grund einer Verletzung beim selben Verein als Trainer beschäftigt, betreute zunächst die Verteidigungsreihen der Hauptstädter und trug auf dem Trainingsplatz sowie an der Seitenlinie zum deutschen Meistertitel 1991 bei. Parallel kommentierte er in diesem Jahr die Spiele der London Monarchs in der World League of American Football für Eurosport. 1992 und 1993 war er bei den Adlern für die Koordinierung der Verteidigung zuständig, 1994 standen wie 1991 die Defensive Backs der Berliner unter seiner Führung, zudem arbeitete er im Nachwuchsbereich und gewann als Cheftrainer der Adler-Jugend 1994 die deutsche Juniorenmeisterschaft. 1995 war er erneut Verteidigungskoordinator der Adler-Herren und wurde 1996 ins Cheftraineramt befördert. Ab 1996 war er auch Mitglied im Trainerstab des Nichols College (US-Bundesstaat Massachusetts) und blieb dort bis 1998, war zwischenzeitlich aber ebenfalls in Deutschland beschäftigt.
In der 1997er Bundesliga-Saison war Fatah als Verteidigungskoordinator bei den Berlin Rebels tätig, zum Spieljahr 1998 zog es ihn nach München, dort übte er bei den Munich Cowboys eine Saison lang dieselbe Funktion aus wie zuvor bei den Berlinern. Zwischen 1998 und 2004 hatte Fatah unterschiedliche Ämter (Koordinator für die Spieler mit Spezialaufgaben, Trainer der Positionen Runningback, Tight End und Linebacker) bei Berlin Thunder in der NFL Europe inne. Mit der Mannschaft siegte er 2001, 2002 und 2004 im World Bowl, dem Meisterschaftsendspiel der NFL Europe.
2005 und 2006 war er bei der NFL und der NFL Europe leitend in den Bereichen Spieler- und Football-Entwicklung tätig. Fatah kehrte 2007 in den Trainerberuf zurück, war bei den Hamburg Sea Devils (ebenfalls NFL Europe) für die Betreuung der Spieler auf der Runningback-Position zuständig und gewann mit den Norddeutschen den World Bowl. In der Saison 2008 arbeitete er als Cheftrainer der Dresden Monarchs, von 2009 bis 2010 fungierte er erneut bei den Berlin Adlern als Cheftrainer. Die Adler führte er 2009 zum Gewinn der deutschen Meisterschaft, 2010 gewann er mit der Mannschaft den Eurobowl. Nach der Niederlage im Endspiel um die deutsche Meisterschaft gegen Kiel im Oktober 2010 gab er seinen Weggang von den Adlern bekannt und bekleidete ab der Saison 2011 bei den Swarco Raiders in Innsbruck das Amt des Cheftrainers. Die Tiroler führte er in seiner bis September 2019 andauernden Wirkungszeit gemeinsam mit seinem Angriffskoordinator Lee Rowland zu fünf österreichischen Meistertiteln, gewann dreimal die Central European Football League, jeweils einmal das Endspiel der ECTC (European Club Team Competition), den Eurobowl sowie das Superfinal. Er beendete seine Innsbrucker Amtszeit im Anschluss an ein niederlagenloses Spieljahr 2019. Zusätzlich zu seiner Tätigkeit als Vereinstrainer wurde er November 2015 Cheftrainer der österreichischen Nationalmannschaft. Er blieb bis Mitte November 2019 im Amt.
Mitte Oktober 2019 wurde Fatah als neuer Cheftrainer der GFL-Mannschaft Hildesheim Invaders vorgestellt. Wegen der COVID-19-Pandemie fiel das Spieljahr 2020 aus. Ein erwogenes Engagement in der neu gegründeten europäischen Spielklasse ELF kam nicht zustande, Fatah ging 2021 als Cheftrainer zu den Berlin Adlern (mittlerweile in der 2. Liga) zurück. Er führte die Adler 2021 in die höchste deutsche Spielklasse zurück.
Fatah war als Fachkommentator bereits bei mehreren Sendern (unter anderem Eurosport, ProSieben Maxx und DAZN) im Rahmen von American-Football-Übertragungen tätig. Gemeinsam mit Maximilian von Garnier analysiert Fatah seit 2021 in einem Podcast NFL-Spiele.
Im Januar 2023 gab der American-Football-Verband Deutschland (AFVD) Fatah als neuen Bundestrainer der deutschen Herren-Nationalmannschaft bekannt. Am 14. Oktober 2023 wurde Fatah in die Ruhmeshalle des American-Football-Verband Deutschland (AFVD) aufgenommen. Im September 2024 verpflichtete das ELF-Team Hamburg Sea Devils Fatah als Head Coach für die Saison 2025. Daraufhin gab der AFVD das Ende von Fatahs Amtszeit als Bundestrainer bekannt, da der Verband keinen Trainer mit Doppelfunktion wollte. Noch vor Saisonstart gab Fatah den Posten bei den Hamburgern auf.